# Крайцер
Крайцер (на нидерландски: kruiser от на нидерландски: kruisen – крейциране, плаване по определен маршрут; мн.ч. крайцери) е клас бойни надводни кораб, способни да изпълняват задачи независимо от основния флот, сред които може да бъдат борбата с леките сили на флота и търговските съдове на противника, отбрана на съединенията от бойни кораби и конвои, огнева поддръжка на приморските флангове на сухопътните войски и подсигуряването на морски десанти, поставянето на минни заграждения и други. От втората половина на XX век тенденцията към окрупняване на бойните съединения за подсигуряване на защитата от авиацията на противника и специализацията на съдовете за изпълнение на конкретни задачи води до практическо изчезване на корабите с общо предназначение, каквито са крайцерите, от флотовете на много страни. Само военноморските сили на Русия, САЩ и Перу ги използват понастоящем.

## Ветроходната епоха
Терминът за първи път започва широко да се използва през XVII век: под „крайцер“ се разбира независимо действащ кораб – наименованието на класа кораби обозначава по-скоро предназначението на кораба, отколкото неговата конструкция. Крайцерите обикновено са достатъчно малки, но бързи съдове. В периода XVII – XVIII век линейните кораби обикновено са прекалено големи, тромави и скъпи, за да бъдат изпращани на дълги плавания, например към другите континенти, и още те са прекалено стратегически важни, за да бъдат рискувани в патрулни мисии. Освен това линейните кораби са специално създавани за водене на бой в състава на ескадри. За това за крайцерски цели (разузнаване, предаване на донесения, разрушение на вражеските морски комуникации, лов на търговски съдове и единични действия отделно от основните сили и на отдалечените театри на военни действия) са използвани по-малки кораби.
В течение на XVIII век основните кораби, използвани в качеството на крайцери, стават фрегатите – умерено големи, бързи и маневрени кораби, екипирани за далечни походи, със сравнително слабо (в сравнение с линейните кораби) въоръжение – една закрита оръдейна палуба. Освен фрегатите в качеството на крайцери се използват шлюпове, корвети, бригове, а също и ред други типове кораби. Естествено фрегатите се използват за далечно крайцерство, така както корветите и бриговете като правило се използват за близко крайцерстване, като по-оптимални за това.

## Първите парни крайцери
В средата на XIX век крайцерските функции започват да се изпълняват от ветроходно-парни винтови кораби от различни типове: фрегати, корвети, шлюпове, клипери.
Значителен тласък към развитието на корабите крайцери дава Гражданската война в САЩ 1861 – 1865 г. Конфедеративни американски щати, неразполагащи с голям флот, в борбата по море залагат на действията на ветроходно-парни рейдери. Конфедерацията за първи път официално използва термина „крайцер“, макар той както преди да обединява корабите по предназначение, а не по конструктивен признак. Макар фактически те да са малко на брой, крайцерите съумяват да пленят над 200 търговски съда на САЩ. Особено се отличават рейдерите „Флорида“ (на английски: Florida), който пленява 38 съда и „Алабама“ (на английски: Alabama), която записва на сметката си 69 военни приза и потопяване на вражеската канонерска лодка „Хатерас“ (на английски: Hatteras). Двугодишната епопея на „Алабама“ е прекъсната на 19 юли 1864 г., когато тя е потопена от шлюпа на ВМС на САЩ „Кирсардж“ (на английски: Kearsarge) в ожесточен бой близо до френското пристанище Шербур. Впечатлява и количеството на силите, задействани против рейдерите. Така, действащият до края на войната рейдер „Шенандоа“ (на английски: Shenandoah) е преследван от до 100 кораба на ВМС на САЩ.
Успехите на рейдерите на южните пораждат и подражание от страна на ВМС на САЩ. Вече след края на войната флотът на САЩ е попълнен с фрегатите от типа „Уампаноаг“ (на английски: Wampanoag), на които са възлагани задачата за борба с британското корабоплаване в случай на военен конфликт с Великобритания. Корабите се оказват доста бързоходни, а главният даже поставя световен рекорд по скорост – 17,75 възела – но като цяло се смятат за неудачни. Дървеният корпус е прекалено недълготраен, машините са прекалено тежки, а от далечината на плаване под пара остава да се желае повече.
В Русия първите парни съдове крайцери стават построените в Архангелск винтови клипери „Разбойник“, „Джигит“, „Пластун“, „Стрелок“, „Опричник“ и „Наездник“ (1855 – 1857), а също полуброненосните винтови фрегати (впоследствие преименувани на броненосни крайцери) „Княз Пожарский“ (1867) и „Генерал-адмирал“ (1873).
През 1878 г. в британската и руската класификации официално се появява терминът „крайцер“. (Наистина определенията за крайцери не съвпадат – в Руската империя крайцер тогава се нарича спомагателен незащитен кораб). През 1884 г. в САЩ първите специално построени крайцери стават „Атланта“ и „Бостън“. През 1892 г. във Великобритания и Русия са проведени прекласификации, в резултат на които и в двете империи към крайцерите започват да се отнасят леко бронираните и небронирани артилерийски кораби с парен двигател, включително старите параходо-фрегати и ветроходно-винтовите корвети.

## Крайцерите през XIX – XX век

### Бронепалубните крайцери
Още първите опити за бойно използване на небронирани крайцери показват тяхната крайна уязвимост. Разположението на артилерийските погреби и силовите установки под водолинията не позволява да се подсигурят каквато и да е надеждна защита, а с прехода от хоризонталните към вертикалните парни машини това става въобще невъзможно. Но необходимата ниска цена за строителството на крайцери и следователно ограничената водоизместимост, не позволяват на голяма част от крайцерите да получат бордова броня.
Резултатът е компромисно решение – поставянето на крайцерите на специална бронирана палуба със скосения, прикриваща машините и погребите за боеприпаси. Допълнителната защита по бордовете от снаряди се осигурява от „въглищни ями“, съставляващи част от корпуса – слоя въглища с дебелина 2 фута е примерно еквивалентен на 1 дюйм стоманена броня. Във военноморските флотове от онова време новите кораби започват да се наименуват „бронепалубни“ или „защитени“ (англ. protected cruisers). Първият представител на новия подклас става британския „Комюс“, построен през 1878 г. Впоследствие благодарение на относително ниската си цена, бронепалубните крайцери стават основата на крайцерските сили в повечето морски държави.

### Броненосните крайцери
Уязвимостта на небронираните крайцери подтиква руските моряци в друга посока. Тъй като през втората половина на XIX век руското морско министерство е увлечено от идеята за крайцерска война против британското корабоплаване, възниква желанието да се направят по-живучи в бой (руските рейдери) против многобройните крайцери на вероятния противник. През 1875 г. в състава на Руският императорски флот влиза фрегатата „Генерал-адмирал“, станала първият в света броненосен крайцер. За разлика от бронепалубните крайцери, тези кораби притежават не само бронева палуба, но и брониране на борда в района на водолинията – бронепояс.
Първоначално само руският и британският флот развиват типа на броненосния крайцер, но през 1890-те години такива кораби започват да строят всички водещи морски държави. При това се счита, че броненосните крайцери са способни да допълнят, а при необходимост и да заменят, броненосците – главната ударна сила на флотовете от края на XIX век.
Във войните за преразпределяне на света, от края на XIX – началото на XX век броненосните крайцери имат доста важна роля и се представят доста добре. Особено това се отнася за японските кораби, отлично проявили се в сраженията на руско-японската война. Въодушевените адмирали от различните страни спешно поръчват нови крайцери от този клас, но именно по това време броненосните крайцери внезапно и необратимо остаряват. Достиженията в двигателостроенето (в т.ч. изобретяването на корабните дизелови двигатели), металургията и развитието на системите за управление на огъня водят до появата на линейните крайцери, способни с лекота да настигнат и унищожат всеки един броненосен крайцер.
Освен това във флотилиите на някои страни се съхраняват и небронирани крайцери. Неголеми и слабо въоръжени, те са предназначени за служба, несвързана с участие в сериозни бойни действия, например за сплашване на населението в колониите или ролята на стационари.
Във военно време ред държави използват спомагателни крайцери. Това обичайно са въоръжени търговски съдове предназначени за патрулни или рейдерски действия.

## Крайцерите в Първата световна война
Прогресът в корабостроенето и прилежащите му отрасли води до значителни изменения във военноморската техника. Появата на парните турбини и дизеловите двигатели, имащи много по-добри масо-габаритни характеристики и работна мощност, а също и преминаването на течно гориво позволява да се включат в бойния състав на флотовете принципно нови класове кораби. Макар превратът във военноморското дело обикновено да се свързва с дреднаутите, големи промени настъпват и в строителството на крайцерите. Първо, новите силови установки позволяват да се постави бордова броня даже на сравнително малките кораби, което води до появата през 1910-те години на леките крайцери. Второ, притежаващите огромна мощност турбини позволяват да се пристъпи към строителството на линейни крайцери, на които се възлагат особени надежди – в частност завоюване на господство по море в отдалечените акватории на океана.
Към началото на Първата световна война крайцерите заемат важно място в системата на морските въоръжения. На крайцерските сили се възлагат голям брой задачи:
- Нарушаване на неприятелските комуникации;
- Борба с вражеските рейдери;
- Водене на далечно разузнаване в интерес на главните сили на флота;
- Поддръжка на собствените леки сили;
- Провеждане на торпедно-артилерийски атаки в хода на генералното сражение;
- Блокада на противника по море;
- Набези.

Най-големи и съвременни крайцерски сили притежава Великобритания поради своята зависимост от морските комуникация и Германия, планираща да прекъсне тези комуникации. Заедно с това дреднаутната гонка води до ситуация, при която редица солидни морски държави не могат да отделят полагащото се внимание на строителството на адекватни крайцерски сили. Така например САЩ и Франция до края на войната нямат в своите флотилии нито един съвременен крайцер.
| Държава           | Линейни крайцери | Броненосни крайцери | Леки крайцери | Бронепалубни крайцери | Забележка                                 |
| ----------------- | ---------------- | ------------------- | ------------- | --------------------- | ----------------------------------------- |
| Австро-Унгария    | 0                | 3                   | 3             | 7                     |                                           |
| Великобритания    | 10               | 34                  | 36            | 22                    | плюс около 40 стари бронепалубни крайцера |
| Германска империя | 6                | 9                   | 6             | 33                    | плюс около 13 стари бронепалубни крайцера |
| Италия            | 0                | 10                  | 3             | 9                     |                                           |
| Русия             | 0                | 6                   | 0             | 8                     |                                           |
| САЩ               | 0                | 12                  | 6             | 16                    |                                           |
| Османска империя  | 0                | 0                   | 0             | 2                     |                                           |
| Франция           | 0                | 19                  | 0             | 13                    |                                           |
| Япония            | 2                | 13                  | 3             | 10                    |                                           |

Бидейки относително многобройни и сравнително евтини бойни единици от дреднаутите, крайцерите активно се използват от всички воюващи страни. Към най-ярките крайцерски сражения на Първата световна могат да се отнесат боевете при нос Коронел, при Фолкландските острови, в Хелголандския залив, при Догер банк. 
В последните три отлично се представят английските линейни крайцери. Но в Ютландското сражение от 1916 г. те претърпяват тежки загуби поради конструктивните им недостатъци и тактически неправилното бойно използване, след което доверието към този клас бойни кораби рязко спада.
В качеството им на блокадна сила английските крайцери се показват напълно удачно. Германските крайцери не съумяват, независимо от отделните им успехи, да нарушат британските комуникации и тяхната полезност се свежда към отвличането на известни сили на противника от главния театър на военните действия.
Масово строителство на крайцери през годините на войната имат само Великобритания и Германия. Британският флот за годините на войната се попълва с 4 линейни и 42 леки крайцера, а немският с 1 линеен, 12 леки и 2 бронепалубни. При останалите страни крайцерските сили се увеличават незначително: Япония построява 2 линейни крайцера, Австро-Унгария – 1 бронепалубен. В Русия преди войната залагат 4 линейни крайцера от типа „Измаил“ и 6 леки от типа „Светлана“, но не успяват да достроят нито един от тях.

## Развитие на класа на крайцерите между световните войни

### Тежките крайцери
Първо поколение тежки крайцери
Появата на тежките крайцери става резултат от Вашингтонската морска конференция. В хода на дебатите, свързани с крайцерските сили, възниква предложението за качествено ограничение при новопостроените кораби от този клас. За британците, завършили най-силните в света крайцери от типа „Хокинс“, е крайно нежелателно да пуснат за скрап тези доста скъпи кораби и те, при благосклонното отношение на САЩ и Япония, настояват за приемане на ограничителни характеристики близки до типа „Хокинс“. Така бъдещите крайцери трябва да имат водоизместимост не повече от 10 000 тона, а калибърът на артилерията не трябва да надвишава 203 mm.
Тъй като решенията на същата тази конференция предвиждат и мораториум за строителството на линкори, в основните морски държави започва крайцерска гонка във въоръженията. Всички страни решават, че да се строят кораби, недостигащи тавана на ограниченията е безполезно и пристъпват към създаването на крайцери с максимално допустимите водоизместимост и брониране. До 1930 г. тези крайцери се наименуват „вашингтонски“.
Великобритания, нуждаеща се от много големи крайцерски сили за защита на океанските си комуникации, разработва типа крайцер, отличаващ се с превъзходна мореходност, значителна автономност, солидно въоръжение и достойна скорост. Но за брониране тонажът вече е недостатъчен и защитата на новите крайцери се оказва крайно слаба. В периода 1927 – 1930 г. британският флот получава 13 крайцера от типовете „Кент“, „Лондон“ и „Норфолк“, близки помежду си по характеристики и събирателно наричани тип „Каунти“.
Още по-слабо брониране получават първите „вашингтонски“ крайцери на Франция от типа „Дюкен“, построени в два екземпляра. Тяхната защита се ограничава само до тънка броня на артилерийските погреби. За сметка на това скоростта и мореходността им съответстват на най-високите стандарти. Следващият тип френски крайцери от типа „Сюфрен“ са доста по-добре бронирани, като бронирането се усилва от кораб на кораб. В резултат всичките 4 единици се получават достатъчно различни.
Италианският флот традиционно залага на скоростта, пренебрегвайки мореходност, далечина на плаване и отчасти брониране. Двойката крайцери от типа „Тренто“ формално са смятани за най-бързоходните „вашингтонци“ в света, макар при реалната им експлоатация тяхната рекордна скорост да не се потвърждава.
Флотът на САЩ след дълги колебания между проекти за защитник на търговията и ескадрен крайцер най-накрая избира нещо средно. По въоръжението си те даже до известна степен превъзхождат чуждестранните им аналози, имат висока скорост и голяма далечина на плаване, но са неудовлетворителни по защитата. Освен това крайцерите от тип „Пенсакола“ и „Нортхамптън“ поради грешни изчисления на проектантите се оказват недотоварени. Пълната договорна водоизместимост е използвана едва при следващия тип – „Портланд“, имащ усилено брониране. Общо американският флот получава 10 тежки крайцера от първо поколение.
Японският флот, разглеждащ тежките крайцери като мощни ескадрени разузнавачи, се стреми да получи солидни кораби, но с минимално възможни размери. В резултат 4 крайцера от типовете „Фурутака“ и „Аоба“ страдат от значително претоварване, а са въоръжени по-слабо, отколкото който и да е чуждестранен кораб от аналогичен клас, имат слабо брониране, но доста мощно торпедно въоръжение.
Резултатите от развитието на тежките крайцери от първо поколение са неудоволетворителни за военните моряци. Без достатъчно опит, корабостроителите от всички страни не успяват да създадат балансирани бойни единици. Общ недостатък за всички тях е прекалено слабото брониране. В резултат крайцерите са непригодни са участие в бой с главните сили, а за борбата с комуникациите са свръх въоръжени и прекалено скъпи.
Още една неприятна изненада става появата на германските „броненосци“ от типа „Дойчланд“, често наричани „джобни“ линкори. Обвързана само с ограниченията на Версайския договор, но не подписала Вашингтонския, Германия успява да създаде в предели близки до 10 000 тона бойни единици, отстъпващи на „вашингтонците“ по скорост, но имащи огромно превъзходство по огнева мощ чрез поставянето на 283-mm оръдия.
Второ поколение тежки крайцери
Междувременно, активната дипломатическа борба на водещите държави за морско доминиране води до сключването през 1930 г. на Лондонския морски договор. По неговите решения, броят на крайцерите с 203-mm артилерия, отсега нататък наречени тежки, е ограничен за САЩ на 18 единици, за Великобритания на 15 и за Япония – 12. Франция и Италия не подписват Лондонския договор, но след година сключват Римския пакт, ограничаващ броя на тежките крайцери на 7 единици за всеки от флотовете. През 1936 г. е подписан нов Лондонски договор, с участието на САЩ, Великобритания и Франция. Той забранява строителството на тежки крайцери до 1942 г.
Великобритания, вече имаща в строй 13 тежки крайцера, се ограничава с дострояването на двата кораба от типа „Йорк“. Те се отличават от „Каунти“ с намалена водоизместимост, по-слабо въоръжение, но и по-ниска стойност. Отказват се от усъвършенстваните крайцери тип „Съри“.
Френският флот има възможност да построи само един тежък крайцер. Това става „Алжери“, считан за най-съвършения европейски кораб от този клас. Неговите главни особености стават солидното брониране и отличната противоторпедна защита.
С добра защита се отличават и 4 италиански крайцера от типа „Зара“. Отстъпвайки на крайцерите от другите страни по мореходност и далечина на плаване и имайки посредствена скорост, тези кораби се смятат за най-защитените крайцери от преди войната. Впрочем бойните качества на „Зара“ рязко се намаляват от неудовлетворителната им артилерия. Още един тежък крайцер за италианския флот става „Болцано“, като повтаря изцяло типа „Тренто“. На изпитанията той поставя абсолютен рекорд по скорост за тежък крайцер – 36,81 възела. В реалната му експлоатация скоростта му е много по-ниска.
Флотът на САЩ получава 7 крайцера от типа „Ню Орлиънс“. На тези кораби най-накрая рязко е усилена защитата, поради което американското командване ги счита за своите първи пълноценни крайцери. Последващо развитие на класа става крайцерът „Уичита“, построен в единствен екземпляр поради ограниченията на Лондонския договор. Вече след началото на войната в Европа, американското ръководство поръчва серията „Балтимор“. Разработени на базата на „Уичита“, но без ограничение във водоизместимостта, тези крайцери имат мощно брониране, а също се отличават с рязко усилена зенитна артилерия. Те влизат в употреба в хода на Втората световна война.
Японското морско ръководство след неуспеха с ранните типове тежки крайцери, решава да строи максимално силни кораби. 4 крайцера от типа „Миоко“ и последващите 4 крайцера от типа „Такао“ са много силно въоръжени, притежават висока скорост и сравнително надеждна бронезащита, но фактическата им водоизместимост е значително над договореното. С това количественият лимит за тежки крайцери при японците е изчерпан, но при строителството на леките крайцери от типа „Могами“ е изначално предвидена възможността за замяна на 155-mm им оръдия с 203-mm, което е направено пред началото на войната. Последните японски тежки крайцери тип „Тоне“ също са заложени като леки, но в строй влизат с 203-mm артилерия. Тяхна особеност е поставянето на всички тежки оръдия на носа, което им позволява да се освободи кърмовата част за хидроплани.
Във втората половина на 1930-те години класически тежки крайцери решава да има и нацистка Германия. В Кригсмарине влизат 3 крайцера от типа „Адмирал Хипер“, а още един в недостроен вид е продаден на СССР. Тези кораби имат водоизместимост доста над 10 000 тона, но не изпъкват повече с артилерийско въоръжение и бронева защита. Към достойнствата им се отнасят съвършената система за управление на огъня, но имат и големи недостатъци – ненадеждна силова установка и ограничена далечина на плаване, непозволяваща ефективното им използване като рейдери.
Освен великите морски държави, тежки крайцери получават Испания и Аржентина, по две единици всяка. Испанските крайцери от типа „Канариас“ като цяло повтарят британския „Кент“, аржентинските „Вейнтисинко де Майо“ са намалена версия на италианските „Тренто“.
Опит да построи тежки крайцери предприема и СССР. В крайна сметка крайцерите от типа „Кронщат“ са по-скоро линейни, отколкото тежки. Огромните кораби трябва да носят артилерия с калибър 305 mm и мощно брониране. През 1939 г. са заложени 2 такива кораба, но с началото на Великата отечествена война тяхното строителство е прекратено.
Като цяло тежките крайцери от второ поколение се оказват доста по-добре балансирани бойни единици, отколкото техните предшественици. Особено подобрение претърпява защитата, но това е достигнато или чрез намаляване на другите им характеристики, или чрез негласно нарушаване на международните договори.

### Леките крайцери
Леките крайцери на 1920-те години
В първото следвоенно десетилетие на строителството на леки крайцери се отделя сравнително малко внимание, тъй като усилията на водещите морски държави са съсредоточени към тежките крайцери. В резултат постъпленията на леки крайцери във флотилиите са ограничени.
Великобритания се ограничава с дострояването на заложените още по време на войната крайцери от тип „D“ и „E“. Френският флот, въобще нямащ съвременни национални крайцери, получава през 1926 г. три леки крайцера от типа „Дюге Труен“. Корабите се оказват отлични маратонци и стават първите в света крайцери, чиято артилерия на главния калибър, е монтирана в кули по линейно-терасовидната схема. Заедно с това, броневата им защита е само символична.
САЩ, също без съвременни леки крайцери, построяват през първата половина на 1920-те години 10 единици от типа „Омаха“. Тези доста бързоходни кораби са лошо защитени, а тяхната формално мощна артилерия е разположена по вече остарялата схема.
Японският флот развива специфичен тип крайцер – лидер на флотилии разрушители. Японските леки крайцери от 1920-те години се отличават с висока скорост, но и със слабо въоръжение и брониране. В периода 1920 – 1925 г. са построени 14 близки по своите характеристики крайцера от типовете „Кума“, „Нагара“ и „Сендай“.
Германия, сковавана от Версайския договор, е принудена да строи крайцери с водоизместимост не повече от 6000 тона и с оръдия не по-големи от 150 mm. Първият немски следвоен лек крайцер – „Емден“ – е само леко усъвършенстван вариант на проект от Първата световна война. Впоследствие Рейхс Марине получава 3 крайцера от типа „K“. Имащи куполна артилерия, те са много слабо защитени, и главно, отличават се с крайно слаба мореходност.
Италианският флот в края на 1920-те години пристъпва към програма за неутрализация на многобройните френски лидери. Заложени са 4 крайцера от типа „Алберто да Джусано“, в литературата често именувани „Кондотиери А“. Снабдяването със 152 mm артилерия трябва да им даде огнево преимущество над противника, но броневата защита на тези неголеми крайцери се оказва много слаба. Прекомерно значение се придава на скоростта – главният крайцер развива на изпитанията 42,05 възела, поставяйки световен рекорд за класа на крайцерите, но реалната скорост в експлоатация при всичките кораби от серията е доста по-ниска.
Определена активност проявяват и второстепенните морски държави. Нидерландия дострояват заложените още в хода на Първата световна война 2 крайцера от типа „Ява“, които са остарели още преди влизането им в строй.
Испания извършва строителство на леки крайцери с британска помощ. В резултат, крайцерът „Навара“ става вариант на британския „Бирмингам“, 2 крайцера от типа „Мендес Нунес“ във всичко повтарят британският „Каледон“, а 3 кораба тип „Принсипе Алфонсо“ – британският тип „E“.
Съветският флот в периода на 1920-те години само се възстановява след разрухата. За това съветите се ограничават само с дострояването на крайцерите от типа „Светлана“, заложени още преди началото на Първата световна война. 1927 – 1928 г. в строй влизат „Червона Украйна“ и „Профинтерн“. Третият крайцер от този тип „Красний Кавказ“ е достроен по значително изменен проект, с превъоръжаване на 4 180 mm оръдия на главния калибър. Като цяло проектът се оценява невисоко и остарява още преди влизането му в състава на флота.
Леките крайцери на 1930-те години
Рязко увеличаване на интереса на военноморските сили към леките крайцери в началото на 1930-те г. се обяснява с две обстоятелства. Първо опитът от строителството на тежките крайцери от първо поколение показва, че да се създаде балансиран крайцер с 203-mm оръдия в рамките на договорната водоизместимост е много сложно. Освен това тези кораби се получават доста скъпи. На второ място в развитието на морското корабостроене отново се намесва политиката. Лондонският договор определя крайцерите с артилерия не повече от 6’1 дюйма (155 mm) в обособен клас „А“ и с ограничение на тонажа на крайцерите от този тип за САЩ, Великобритания и Япония. Лондонският морски договор от 1936 г. ограничава максималната водоизместимост на крайцерите клас „А“ на 8000 тона.
Британското адмиралтейство проектира леките си крайцери от ново поколение, още преди подписването на Лондонския договор, в условията на тежки бюджетни ограничения. Новите крайцери от типа „Леандър“ и тяхната усъвършенствана версия „Сидни“ трябва да имат умерени характеристики при също толкова умерена цена. Основно внимание се отделя на мореходността и автономността, въоръжението включва само 8 152-mm оръдия на главния калибър, а бронирането е ограничено. Още по-малки, но по-евтини, са крайцерите тип „Аретуза“, на които броят оръдия на главния калибър е съкратен с четвърт. Тези малки крайцери са предназначени за служба при ескадрите. Общо британският флот получава 5 крайцера от типа „Леандър“, 3 тип „Сидни“ и 4 тип „Аретуза“.
Вестта за залагането в Япония на крайцерите от типа „Могами“ с въоръжение от 15 155-mm оръдия принуждава англичаните рязко да повишат бойните качества на новите крайцери. През 1934 г. започва строителството на серията от 5 кораби на типа „Саутхемптън“ – големи крайцери с въоръжение от 12 152-mm оръдия. Тяхна усъвършенствана версия стават крайцерите тип „Глостър“, построени в 3 единици. Венец на развитието на класа в Кралския флот стават двата крайцера от типа „Белфаст“. Със същото въоръжение те са добре защитени и имат усилена зенитна артилерия. Обаче и стойността на крайцерите се оказва много висока.
Ограниченията на втория Лондонски договор водят до смаляване на вече успешния проект. Така се появяват крайцерите от типа „Фиджи“ (Colony series 1). При стандартна водоизместимост около 8000 тона, се налага да се отслаби бронирането и да се ограничат с 9 152-mm оръдия. В строй корабите започват да влизат вече в хода на войната.
САЩ под влияние на новостите от Япония започват да строят крайцерите тип „Бруклин“, също въоръжени с 15 152-mm оръдия. Всичко американският флот получава 9 крайцера от този тип. Вече през 1940 г. пристъпват към строителството на крайцерите от типа „Кливланд“, поръчани в рекордно количество – 52 единици, макар всичко на всичко да са построени 29. Към това време договорните ограничения вече губят сила, но за икономия на време проектът се основава на „Бруклин“ със съкращаване на оръдията на главния калибър в полза на универсалните и зенитните.
Италианският флот продължава да развива серията „Кондотиери“. От тип на тип расте водоизместимостта, усилва се бронирането и въоръжението. Последните „Кондотиери“ от типа „Дука дели Абруци“ напълно съответстват на най-добрите чуждестранни образци, но тяхната артилерия както и преди има сериозни недостатъци. Преди началото на войната в италианския флот се възражда идеята за крайцера скаут. През 1939 г. е заложена голяма серия крайцери тип „Капитани Романи“ – неголеми, слабо въоръжени и практически небронирани, но със скорост до 40 възела.
Французите през 1930-те години се отказват от практиката да строят единични леки крайцери и въвеждат в строй 5 кораба от типа „Ла Галисионер“. За предвоенните мерки те са смятани за почти идеалните леки крайцери по критерии стойност/ефективност. Само недостатъчното зенитни оръдия са черна точка за добрия проект.
Ръководството на Кригсмарине се увлича повече по тежките крайцери. През 1930-те години са построени само 2 крайцера от този клас, „Лайпциг“ и „Нюрнберг“. По своите характеристики те като цяло не превъзхождат крайцерите от типа „К“. Особено зле е положението с тяхната мореходност.
Японският флот не придава голямо значение на леките крайцери. Преди войната залагат само три малки серии тясно специализирани крайцери от тип „Агано“, „Ойодо“, а също и учебния тип „Катори“. Тяхната бойна мощ е доста ограничена.
Редица неголеми крайцери попълват флотилиите на Нидерландия и Швеция, като шведския крайцер авиотранспорт „Готланд“ се оказва още и доста оригинален, макар и неудачен, лек крайцер. Нидерландският флот получава единичния крайцер „Де Ройтер“ и два малки крайцера тип „Тромп“.
ВМФ на СССР получава крайцерите от проектите 26 и 26-бис. Проектирани с италианска помощ, те се отличават с мощно въоръжение (9 180-mm оръдия), висока скорост на хода, но слабо брониране, ниска мореходност и малка далечина на плаване. До началото на Великата отечествена война флотът получава 4 кораба от тези типове. През 1940 г. пристъпват към строителството на крайцерите от проекта 68 с артилерия калибър 152 mm, но доста по-добре защитени и мореходни. С началото на войната тяхното строителство е консервирано.

### Крайцерите-минни заградители
Във флотите на Великобритания и Франция получава известно развитие класът на крайцерите минни заградители. Интересът към тези кораби е свързан с успешните действия по време на Първата световна война на немските кораби от този клас тип „Брумер“.
Британците отначало построяват през 1920-те години експерименталния крайцер минзаг „Адвенчър“. Сравнително големият кораб има неголяма за крайцер скорост, но за сметка на това става първият кораб на Кралския флот, снабден с частично електрическа силова установка.
През 1939 г. британците започват строителството на серията „Ебдиел“, всичко 6 единици. Неголемите кораби са въоръжени само с универсална артилерия, но носят на борда си до 156 мини и се отличават с необичайната за британски кораб ставка върху максимално възможна скорост – над 39 възела.
Подобна еволюция претърпяват и аналогичните проекти на френския флот. Отначало флотът получава относително бавния кораб тип „Плутон“, макар и превъзхождащ по скорост своя британски аналог. След това през 1935 г. влиза в строй крайцерът минзаг „Емил Бертин“. Лекобронираният кораб, способен да приеме до 200 мини, има пълноценно въоръжение на крайцер от 9 152-mm оръдия и развива на изпитанията скорост от над 30 възела.
Флотите на другите страни не строят специализирани крайцери минни заградители, но нерядко предвиждат в плановете възможност за поставяне на мини при корабите от по-обикновените типове.

### Крайцерите за ПВО
През 1930-те години в редица флотилии се появяват специализирани крайцери, впоследствие именуващи се крайцери за ПВО. Първите кораби от този клас стават следствие от принудително решение. Британското адмиралтейство, нежелаейки да отписва вече остарелите леки крайцери от тип „C“, взема решение да ги превъоръжи с универсална артилерия и да ги използва за ПВО на флотските съединения. В резултат преоборудване преминават 8 единици от този тип. Планира се провеждането на аналогична модернизация при всички крайцери тип „D“, но трудностите на военното време ограничават серията до само един кораб.
Ръстът на заплахата по въздух и ограниченията на втория Лондонски договор води флота до идеята за строителство на сравнително неголеми, но бронирани крайцери с универсална артилерия на главния калибър, способна и да се бори с въздушен противник, и да бъде в ролята на лидер на разрушителите. В британския флот такива кораби стават крайцерите от типа „Дидо“. Всичко флотът получава 16 единици от началния проект и неговият усъвършенстван вариант, въоръжени с универсални 133-mm оръдия.
Американският флот е попълнен от крайцерите тип „Атланта“ 3-та серия – общо 12 единици. Основното въоръжение на крайцерите са универсални 127-mm оръдия от 12 до 16 броя. Като крайцер за ПВО е проектиран и типът „Устър“, заложен в края на Втората световна война в два екземпляра.
Освен това крайцери за ПВО планират да получат и флотовете на Италия и Япония, но недостатъчното корабостроителни мощности не позволява да се реализират тези намерения.

## Крайцерите във Втората световна война
Преди началото на войната основните държави участници в конфликта имат в състава на своите флотилии следното количество крайцери: Великобритания – 65 (18 тежки, 47 леки), САЩ – 37 (18 тежки, 19 леки), Франция – 19 (7 тежки, 12 леки), Германия – 10 (5 тежки, 5 леки), Италия – 20 (7 тежки, 13 леки), Япония – 38 (18 тежки, 20 леки), Нидерландия – 4 леки, СССР – 7 леки крайцера.
Във Втората световна война крайцерите, явяващи се важен компонент на флотите, са използвани много активно. Към числото на най-ярките и характерни бойни сблъсъци с участието на крайцерски сили могат да се отнесат боя в устието на Ла Плата от 13 декември 1939 г., сражението в Яванско море на 27 февруари 1942 г., боя при остров Саво от 9 август 1942 г., бойните действия в района на остров Гуадалканал септември – декември 1942 г. и ред други.
Строителството на нови крайцери през годините на войната се води в големи мащаби в САЩ и Великобритания. Американците успяват да построят до края на войната 47 крайцера − 2 големи, 12 тежки и 25 леки и 8 крайцера за ПВО. Англичаните получават 35 крайцера – 19 леки и 16 ПВО. Япония се ограничава с дострояването на 4 леки крайцера, Германия достроява тежък крайцер, Италия пуска в строй 3 крайцера скаута.
Започналата война анулира международните договорености и позволява да се създадат действително хармонични и мощни крайцери. Венец в развитието на артилерийските крайцери стават американските „Балтимор“ (на английски: Baltimore) . В САЩ се появява също и класът на „големите“ крайцери от типа „Аляска“ (на английски: Alaska) , но те не получават последващо развитие.

## Развитие на класа на крайцерите през първия следвоенен период
В този период строителството на нови крайцери е доста ограничено. САЩ и Великобритания и без това притежават огромни флотилии с много голямо превъзходство над всеки възможен противник. В частност американските ВМС наброяват 83 крайцера, британските – 62. Върху корабостроителните програми в другите страни се отразява тежкото икономическо положение, а за победените и неясният им военно-политически статус. Също голямо влияние за развитието на флота от онова време има и неопределеността, свързана с появата на нови средства за борба – ядреното оръжие и управляемите ракети.
САЩ в първия следвоенен период се ограничават с дострояването на ред крайцери, намиращи се във висока степен на бойна готовност. Въведени са в строй 8 тежки крайцера от типовете „Балтимор“ (Baltimore), „Орегон Сити“ (Oregon City) и „Де Мойн“ (Des Moines), 3 леки крайцера тип „Атланта“ (Atlanta, през 1949 г. прекласифицирани на крайцери ПВО), 1 тип „Кливланд“ (Cleveland), 2 от типа „Фарго“ (Fargo) и 2 тип „Устър“ (Worcester). Едновременно е прекратен строежа на 23 крайцера, а значителна част от останалите са извадени в резерва. Шест крайцера от типа „Бруклин“ са продадени на латиноамерикански страни.
Великобритания, намираща се в сложно икономическо положение, застава на пътя за мащабно съкращение на флота. В периода 1945 – 1955 са предадени за скрап 32 крайцера, на Индия 2 крайцера, на Националната партия на Китай – 1. Строителството на 3 крайцера от типа „Тайгър“ (на английски: Tiger) е замразено.
Френският флот след войната наброява 9 крайцера, 2 от тях са включени в периода 1945 – 1955 г. Строителството на крайцерите „Де Грас“ (De Grasse), заложени още през 1939 г., е продължено по изменен проект и завършено през 1956.
Нидерландският флот има към края на 1945 г. 2 крайцера в бойния си състав и още два достроява в периода 1950 – 1953 г. по изменения проект (De Zeven Provincien).
Италия разполага към 1946 г. с 9 крайцера. От тях в строй остават 4, 1 е предаден за скрап и 4 са предадени по репарации (Франция – 2, Гърция – 1, СССР – 1).
СССР разполага към края на 1945 г. с 8 крайцера и още два крайцера, получени по репарации от Германия и Италия. Двата крайцера („Красний Кавказ“ и „Красний Крым“) са включени през 1953 г. Въпреки това крайцерските сили на съветския ВМФ могат да разчитат на велико бъдеще, тъй като Йосиф Сталин е поклонник на големите кораби и счита тактиката за използване на крайцерни групи за най-предпочитана при водене на бойни действия против флотовете на САЩ и Великобритания.
Предварителният вариант на първата следвоенна корабостроителна програма на СССР предвижда построяването на 92 крайцера от различни типове. Поради явната неадекватност на подобни проекти, в програмата за строителството на „Големия флот“ за 1945 – 1955 г. е планирано строителството на 34 крайцера – 4 тежки и 30 леки. Към 1950 г. са достроени по коригиран проект, заложените преди войната крайцери от типа „Чапаев“ (проект 68К). В периода 1953 – 1957 г. влизат в строй 15 крайцера от проекта 68-бис, още 6 крайцера на типа са предадени за скрап във висока степен на готовност. По своите основни характеристики те съответстват на американските кораби от 1940-те години . Три тежки крайцера тип „Сталинград“ (проект 82) са заложени през 1951 – 52 г., но през 1953 г. тяхното строителство е прекратено. Освен това се води и интензивна разработка на нови проекти за артилерийски крайцери.

## Ракетните крайцери
Крайцерите на САЩ
С появата към средата на 50-те години на 20. век на пригодни за използване ЗРК започват и работите по поставянето на тези системи на бойни кораби. Първоначално ракетното оръжие се появява на преоборудвани артилерийски крайцери. В периода 1955 – 56 г. влизат в строй два крайцера от типа „Балтимор“ на които, за сметка на демонтирането на кърмовите оръдейни кули, поставят две сдвоени пускови установки за ЗРК „Териер“ (Terrier). 1957 – 60 г. с ракетните комплекси „Териер“ и „Талос“ (Talos) са преоборудвани шест крайцера тип „Кливланд“, а още три крайцера тип „Балтимор“ получават комбинация от ЗРК „Талос“ и „Тартар“ (Tartar).
Първият новопостроен американски ракетен крайцер става „Лонг Бийч“ (Long Beach) който влиза в строй през 1961 г., става също и първият в света атомен крайцер.
Поради крайно високата стойност на проекта „Лонг Бийч“ не получава развитие. В периода 1960 – 1970 г. американският ВМФ предпочита да строи по-малки крайцери. В годините 1962 – 1964 г. са въведени в строй 9 кораба от типа „Лийхи“ (Leahy). Атомният вариант на този проект е наречен „Бейнбридж“ (Bainbridge) и е построен в единствен екземпляр. 1964 – 1967 г. американският флот получава 9 от малко по-големите крайцери от типа „Белнап“ (Belknap). И този тип има своя атомна версия – „Трукстън“ (Truxtun), който също си остава единствен. Впоследствие те са превъоръжени със ЗРК „Стандарт“ (Standart) различни модификации.
През 1974 – 1975 г. са построени два атомни крайцера тип „Калифорния“ (California) и накрая в периода 1976 – 1980 г. е завършено строителството на 4 атомните крайцери от типа „Вирджиния“ (Virginia). Тези серии изначално се въоръжават със ЗРК „Стандарт“. Основната задача на американските ракетни крайцери от онова време е подсигуряването на ПВО на авионосните съединения. До 1980 г. тези кораби нямат противокорабни ракетни оръжия.
Следва да се отбележи, че поради особеностите на националната класификация всички американски ракетни крайцери специална постройка до прекласификацията от 1975 г. се водят фрегати.
Крайцерите на европейските страни
Строителството на ракетни крайцери в европейските страни е крайно ограничено. Франция през 1972 г. преоборудва крайцера „Колбер“ в ракетен с поставянето на сдвоена ПУ за ЗРК „Масурка“. Италия пуска в строй два крайцера от типа „Андреа Дория“. В състава на британския флот се появяват 8 леки ракетни крайцера от типа „Каунти“, но болшинството източници ги класифицира като разрушители.
Крайцерите на СССР
Върху развитието на крайцерските сили на съветския ВМФ налага голям отпечатък недолюбването от Никита Хрушчов на големи надводни кораби. Първата жертва на тази политика стават недостроените крайцери от проекта 68-бис. Опитите на ръководството на флота да спасят 7 от тях чрез преоборудването им в ракетни по проектите 64, 67, 70 и 71 нямат успех. Фактически преоборудван само за експериментални цели е крайцерът „Дзержинский“, получил една сдвоена пускова установка за ЗРК М-2 „Волхов-М“. Що се касае за последните проекти „класически“ крайцери – лекият 84 и тежкият 66, то тези програми са спрени още на стадий ескизен проект. Също е прекратено проектирането на атомния крайцер от проект 63.
Така единствените съветски ракетни крайцери специална постройка през 1960-те г. стават 4 кораба от типа „Грозни“ (проект 58) заложени като разрушители. Освен това през 1977 г. в ракетни крайцери са прекласифицирани БПК от проекта 1134 (4 единици), поради малкото им противолодъчно въоръжение. За отбелязване е, че западните военни експерти причисляват към ракетните крайцери БПК от типовете „Кронщат“ и „Николаев“ (всичко 17 единици).
В проекта на построените през 1970-те – 1990-те г. 6 атомни ледоразбивачи тип „Арктика“ е заложена възможност за конверсия на ледоразбивачите в спомагателни бойни крайцери. Като минимум поне за един от тях („Советский Союз“) съответната комплектовка и оборудване са частично поставени на борда, а част от него остава на склад и е консервирано.

## Крайцерите вертолетоносачи
Бурното развитие на подводния флот след Втората световна война предизвиква потребност от коренно усъвършенстване на противолодъчния флот. Особено значение това придобива към началото на 1960-те г., когато на бойно патрулиране излизат атомните подводници с балистични ракети. Един от пътищата за решаване на въпроса е въвеждането в бойния състав на флотовете на специални вертолетоносни кораби, способни да извършват ефективно издирване на ПЛ на голямо разстояние от брега. САЩ, разполагащ с голям брой специализирани противолодъчни самолетоносачи, не се нуждае от построяването на специални кораби от такъв тип, за това и крайцерите вертолетоносачи се появяват във флотилиите на европейските страни и СССР.
Европейските крайцери вертолетоносци
Първият кораб – противолодъчен вертолетоносач става френският крайцер „Жана д’Арк“ (Jeanne d’Ark), който влиза в строй през 1964 г. и е способен също да действа и като десантен вертолетоносач, и като учебен кораб. През същата година италианският флот получава два крайцера от типа „Андреа Дория“ (Andrea Doria), а по-късно и тяхната увеличена версия „Виторио Венето“ (Vittorio Veneto). Последният може да носи на борда до 9 противолодъчни вертолета. Британският флот в периода 1964 – 1969 г. преустройва два чисто артилерийски крайцера от типа „Тайгър“ (Tiger) на крайцери вертолетоносачи, носещи 4 вертолета. Оценката на този тип кораби се оказва толкова висока, че и бъдещите леки самолетоносачи от типа „Инвинсибъл“ (Invincible) първоначално са предвидени да бъдат крайцери вертолетоносачи с авиогрупа от шест тежки машини.
Съветските крайцери вертолетоносци
Първите предложения за строителство на крайцери вертолетоносачи са издигнати през 1958 г. като опит да се спасят от разрязване на почти готовите крайцери от проекта 68-бис за сметка на тяхното преустройство в кораби за ПЛО. Но тогавашните размери на крайцерите се виждат прекомерни на командването на ВМФ и разработката на проекта 1123 „Кондор“ започва през 1960 г. от „празна страница“. Първият противолодъчен крайцер от проекта „Москва“ влиза в строй през 1967 г. и се оказва достатъчно ефективен кораб за ПЛО, благодарение на наличието на борда му на 14 противолодъчни вертолета и мощна хидроакустична станция (ХАС). Вторият крайцер – „Ленинград“ – влиза в състава на флота след две години. Цялата си служба корабите прекарват в състава на Черноморския флот, действайки обикновено в акваторията на Средиземно море. Първоначално се предвижда построяването на серия от 12 крайцера, но резкият ръст на бойните възможности на ракетните атомни подводници, особено в плана далечина на стрелбата с балистични ракети, ограничава серията само до тези два кораба. За борба с подводници извън пределите на Средиземно море проектът е неефективен. Строителството на третия крайцер от проекта 1123 е отменено през 1968 г. още преди залагането му. Въпреки това „Кондорите“ изиграват важна роля в развитието на съветските авионосни кораби.

## Съвременните крайцери
Американските крайцери

Най-новите към момента крайцери на ВМС на САЩ са корабите тип „Тикондерога“ (Ticonderoga). Главният в серията от 27 единици влиза в строй през 1981 г. ставайки първият кораб снабден с многофункционалната система за въоръжение „Аеджис“ (AEGIS), рязко повишаваща възможностите за ПВО и ПРО. От шестия кораб на серия „Бънкър Хил“ (Bunker Hill) крайцерите носят и установки за вертикално изстрелване Mk41 за ракетите „Стандарт“, „Томахоук“ (Tomahawk) и ASROC за 122 единици оръжия. 
Крайцерите участват в операциите против Ирак (1991, 2003) и Югославия (1999) като кораби за ракетно-артилерийска поддръжка. През 2004 г. първите пет кораба на серията са извадени от бойния състав на флота. Останалите 22 единици, започвайки от 2006 г., са на модернизация, включваща приспособяване на корабите към нови зенитни ракети, замяна на артилерията и електронното оборудване.
Предполага се, че през 2016 – 2019 г. тези крайцери ще бъдат заменени с 19 – 24 нови кораба CG(X), създадени на база проекта Zumwalt DD(X). Понастоящем проектът се намира в стадии изследване.
Съветските/Руските крайцери
Своеобразна визитна картичка на съветския ВМФ стават тежките атомни ракетни крайцери тип „Киров“ (проект 1144 „Орлан“). Главният кораб влиза в строй през 1980 г. В периода 1984 – 1989 г. до него застават още два, като последният от заложените кораби влиза в строй вече след разпада на СССР под името „Петър Велики“. Това са най-големите надводни неавионосни бойни кораби, построени след Втората световна война, което дава повод на западните военни експерти да ги наричат линейни крайцери. Тези крайцери носят практически цялата номенклатура от съвременното морско въоръжение произведено от съветския ВПК, поради което всички кораби от серията съществено се различават помежду си по своите бойни системи.
| „ | Всеки от четирите атомни ракетни крайцера на пр.1144 („Орлан“) има толкова съществени отличия по въоръжение, че главният „Адмирал Ушаков“ (бивш „Киров“) и последният – „Петър Велики“ (бивш „Андропов“) – може без преувеличение да се смятат за различни кораби. Такава практика има и своите идеологически обосновки. Един от влиятелните адмирали на ГУК нарича това „модернизация в хода на строителството“ и искрено смята това за обективна потребност за внедрение на плодовете на „научно-техническия прогрес“. Но обстоятелството, че поради такива квази-прогресивни решения флотът, в резултат, се превръща в „месиво“ от кораби различни проекти и „подварианти“, видимо не безпокои съветското адмиралтейство | “ |
| . | |   |

Към 2007 г. единственият действащ крайцер от този тип остава „Петър Велики“. Крайцерът „Адмирал Нахимов“ се намира в процес на модернизация, „Адмирал Лазарев“ и „Адмирал Ушаков“ ще бъдат модернизирани и отново приети във флота до 2020 г.
По повод на корабите от проекта „Орлан“ съществват различни мнения, от възторжени до рязко критични:
| „ | Както се вижда, крайцерът от пр. 1144 чисто механически и стихийно се получава – именно получава – многоцелеви. Това изисква корекция на неговите задачи (т.е. процеса изглежда на принципа „каруцата пред коня“: отначало се „получава“ кораб, на който после намират употреба). Те се допълват с изискванията да поразяват групировките от НК на противника или, по-точно – авионосните му ударни съединения (АУС). Но на никой тогава и не му минава през глава как да „обхване“ решаването на новата задача със съхраняване на старата. В края на краищата, не може дори и „най-новият“ „супер-дупер“ крайцер, събрал в себе си фактически ЦЯЛАТА номенклатура от оръжия и въоръжения за НК (освен минно-тралното), едновременно да громи АУС и да преследва вражеските ПЛАРБ. Иначе казано: добре че корабът е многоцелеви, но не е ясно защо е добре да е такъв. | “ |
|   | |   |

Също така е възобновено строителството на ракетни крайцери с газотурбинна силова установка. Предвижда се построяването на 6 единици от проекта 1164, „Атлант“. От 1979 до 1990 г. в състава на флота влизат три кораба от типа „Слава“. Четвъртият кораб на серията „Адмирал Лобов“ през 1991 г. при 75% готовност преминава в собственост на Украйна, преименуван е в „Галичина“, а след това на „Украйна“, и си остава недостроен. Опитите да се продаде крайцерът нямат успех. Останалите два кораба не са залагани.
Основното предназначение на тези крайцери става борбата със самолетоносачните съединения на НАТО с помощта на противокорабните ракети „Базалт“, поради което и те са наричани „убийци на самолетоносачи“. Като основно зенитно въоръжение крайцерите получават ЗРК „Форт“.

## Крайцерският състав на флотовете в света към 2023 г.
Съвременният крайцер е скъпоструващ продукт на корабостроителните, ракетните и електронните технологии. Такъв кораб могат да си позволят само няколко държави. Със значителни крайцерски сили разполагат само две страни – САЩ и Русия. Крайцерите на останалите държави са построени през 50—60-те г. на XX век и са вече остарели. Всички действащи крайцери днес са ракетни, последният в света артилерийски крайцер „Алмиранте Грау“ (Перу, построен в Нидерландия, спуснат на вода през 1944 г.) е отписан от флота през 2017 г.
Крайцерите във флотовете на света към 2023 година
САЩ – 12 (+ 10 в резерва) ракетни крайцери тип „Тикондерога“,
Русия – 1 (+ 1 в ремонт) тежък атомен ракетен крайцер от типа 1144 (Орлан), 2 ракетни крайцера от типа 1164.

## Крайцерите музеи
Няколко от извадените от експлоатация крайцери са спасени от утилизация и съществуват днес като музейни кораби:
- Руският крайцер „Аврора“ в Санкт Петербург, Русия; активен като флагман на руския флот
- Съветският крайцер „Михаил Кутузов“ в Новоросийск, Русия
- Плаващо копие на китайския крайцер Zhiyuan се демонстрира в Дандун, Китай.
- Гръцкият крайцер „Георгиос Аверов“ в Атина, Гърция; активен в качеството на флагман на гръцкия флот
- HMS Belfast в Лондон, Англия
- HMS Caroline в Белфаст, Северна Ирландия; последният оцелял кораб от Ютландската битка
- USS Olympia във Филаделфия, щата Пенсилвания; най-старият в света военен кораб със стоманен корпус, който е на вода.
- USS Little Rock в Бъфало, Ню Йорк
- USS Salem в Куинси, щата Масачузетс; последният тежък крайцер в света.